# Вовня
Вовня (укр. Вівня) — село в Стрыйской городской общине Стрыйского района Львовской области Украины.
Население по переписи 2001 года составляло 686 человек. Занимает площадь 11,69 км². Почтовый индекс — 82424. Телефонный код — 3245.